# Conflits frontaliers entre le Pérou et l'Équateur
 (février 2024).
Si vous disposez d'ouvrages ou d'articles de référence ou si vous connaissez des sites web de qualité traitant du thème abordé ici, merci de compléter l'article en donnant les références utiles à sa vérifiabilité et en les liant à la section « Notes et références ».
Batailles
Guerre de 1858-1860 ; Guerre de 1941-1942 ; Guerre du Paquisha (1981) ; Guerre du Cenepa (1995).
Les conflits frontaliers entre le Pérou et l'Équateur furent l'un des plus longs différends frontaliers de l'histoire de l'Amérique latine. Ils débutent en effet à l'indépendance des deux pays achevée en 1830 et ne sont résolus qu'en 1998.

## Contexte

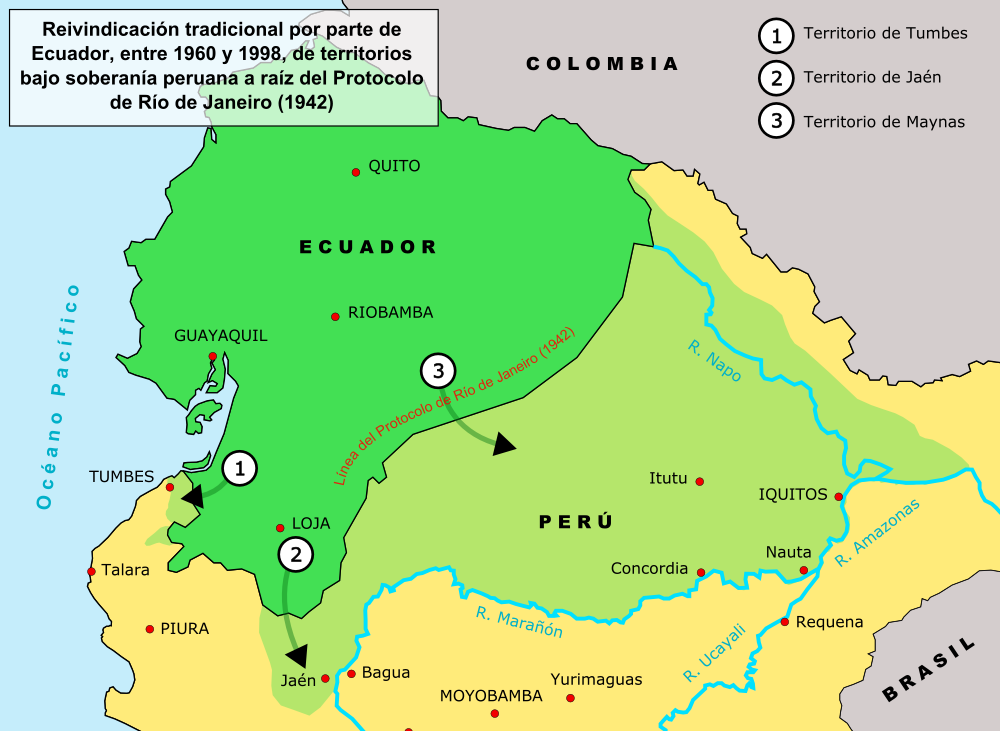
Revendications équatoriennes sur le Pérou à partir de 1960 sur les territoires administrés par le Pérou après la guerre de 1941-1942.

## Découpage du territoire lors de la colonisation
L'origine du conflit remonte au découpage territorial réalisé lors de la colonisation espagnole. En 1563, le roi d'Espagne créa la Real audienca de Quito, qui comprenait au nord, les territoires de Pasto, de Popayan, de Cali, de Buenaventura et de Buga (aujourd'hui en Colombie), et au sud, de Piura (dans l'actuel Pérou). Elle appartint à la Vice-royauté du Pérou jusqu'en 1717 date à laquelle elle fut rattachée à la Vice-royauté de Nouvelle-Grenade dont la capitale était Bogota. À l'époque, les frontières, en particulier à l'est, étaient relativement imprécises à cause du manque de connaissances géographiques de la région. De plus, le peu d'habitants de la région en faisait un territoire de faible importance.
La première dispute territoriale intervint en 1802 quand l'administration et la défense des régions de Quito et Maynas fut redonnée à la Vice-Royauté du Pérou. Les imprécisions territoriales de l'époque se retrouvèrent lorsque les colonies espagnoles accédèrent à l'indépendance. Une autre source de discorde apparut de manière similaire en 1803 quand la province de Guyaquil (et le port stratégique de Guayaquil) fut détachée du secteur contrôlé par Lima.
De plus, au cours de l'exploration du continent, de nombreuses missions parties de Quito, notamment conduites par les Jésuites, atteignirent l'Amazone. Aussi, l'Équateur se réclama (jusqu'en 1999) être un pays amazonien. Le roi confirma, et les droits équatoriens sur les régions jusqu'à l'Amazone, ce fait en 1563, 1749 et 1740. Le gouvernement équatorien considéra que la réorganisation de 1802 était seulement provisoire (à cause de l'expulsion des Jésuites) alors que les Péruviens la considéraient aussi comme politique. Ce qui rattachait la région à la Vice-Royauté du Pérou. Enfin, le gouvernement de Lima conteste le fait que certaines missions d'exploration soient parties de Quito et considère plutôt un départ de Cuzco.

## Indépendance des colonies
La Grande Colombie libéra l'essentiel de son territoire comprenant les actuels Colombie, Venezuela, Panama et Équateur en 1822. Simón Bolívar, président de la Grande Colombie, voulait créer un unique État sur la base des anciennes colonies espagnoles. Cependant, certains comme José de La Mar, ancien soldat de l'armée de Bolivar, considéraient ce projet comme autoritaire. Il se lança dans une politique anti-colombienne et parvint à expulser l'armée colombienne de l'ancienne Vice-Royauté du Pérou. En 1828, il envahit la Grande Colombie. Bolivar déclara la guerre au Pérou qui fut défait en 1829. Un coup d'État de l'armée péruvienne remplaça La Mar et ouvrit la voie à un traité de paix. Ce traité reconnut les deux nouveaux États dans les frontières des deux anciennes vice-royautés (principe du uti possidetis juris). Cependant, l'armistice puis le traité Larrea-Gual reconnaissait la possession de la région de Guayaquil par la Grande Colombie.

## Dissolution de la Grande Colombie
En 1830, la fédération de Grande Colombie est dissoute laissant la place à trois États : Colombie (le Panama en faisait partie à l'époque), Venezuela et Équateur. Au Pérou, l'événement est considéré comme donnant naissance à trois nouveaux États. Cependant, il est plus normalement vu que les trois nouveaux États sont héritiers des traités signés par la Grande Colombie. La Colombie défendit ce point de vue et le fait de considérer que les traités disparaissent avec les États territoriaux signataires n'est pas reconnu.
Le protocole signé le 11 août 1830 à Lima (protocole Pedemonte-Mosquera), défendu par la Colombie et l'Équateur, fixait la frontière ouest entre l'Équateur et le Pérou sur les rivières Tumbes et Macara et la frontière est sur la rivière Maranon et le fleuve Amazone. Cela laissait en suspens la délimitation de la frontière dans une petite région andine, nommée Jaén de Bracamoros. Le protocole laissait entendre que la frontière y serait fixée sur la rivière Chinchipe ou la rivière Huancacamba.
Le Pérou s'appuya sur plusieurs points pour contester cet accord : ni la Colombie ni l'Équateur ne purent produire l'original du document. Les Péruviens supposèrent que ses auteurs avaient été à deux endroits différents lors de sa rédaction. Le protocole ne fut jamais ratifié par aucun pays. L'Équateur avait quitté la fédération de Grande Colombie un mois avant sa signature, une copie présentée par la Colombie a été jugée insuffisante par le gouvernement péruvien.
Cependant, il semble peu probable que l'Équateur ait forgé un faux même si le traité original a disparu. En 1910, un texte colombien ancien fut d'ailleurs retrouvé, il mentionnait l'accord. Les versions entre les camps varient.

## Indépendance de l'Équateur
En 1832, l'Équateur se sépare définitivement de la Grande Colombie et la même année, un traité est signé avec le Pérou (traité Pando-Noboa). Ce traité stipule que les frontières du moment seront les frontières entre les deux pays jusqu'à ce qu'une convention les fixe de manière définitive. En 1841-1842, l'Équateur demanda au Pérou de lui rendre la région de Jaen, Tumbes et Maynas selon le traité Larea-Gual de 1829. Le Pérou jugea absurde de rendre des régions de facto péruviennes et qui avaient, en outre, manifesté le désir de le rester. De plus, le Pérou considérait toujours que la région de Maynas (détachée en 1802 par le roi d'Espagne) lui appartenait. Les négociations échouèrent en 1842.
La situation s'envenima encore lorsqu'en 1851 un traité entre le Pérou et le Brésil reconnut la possession au Pérou de régions entre les rivières Capqueta-Japura et Maranon-Amazone plus celle des territoires à l'est des Andes. Ces territoires étant contestés par la Colombie, le Pérou et l'Équateur. Pour y défendre ses prétentions, Lima fonda le 10 mars 1853 un gouvernement spécial dit gouvernement de Loreto chargé du développement de ces territoires. Des Péruviens y furent envoyés pour former la base d'un peuplement. L'exploration de la région fut ainsi presque essentiellement menée par des militaires péruviens. Cela offrait au Pérou des bases solides pour trancher en sa faveur un éventuel arbitrage.

## Guerre de 1858-1860
Le 10 septembre 1857, les Équatoriens, pour payer les dettes de la guerre d'indépendance, envisagèrent de céder un territoire dans la région de Canelos. Le Pérou protesta en signalant que selon le principe uti possidetis juris, il lui appartenait. Cependant, l'Équateur, en proie à des troubles civils, continua ses négociations et le Pérou en exigea l'arrêt. En 1858, le Congrès péruvien autorisa le président à utiliser les moyens nécessaires pour arrêter la cession. Le port de Guayaquil, principal port du pays, fut envahi. Un des gouvernements de l'Équateur, alors en pleine guerre civile, accepta de signer un traité reconnaissant la souveraineté du Pérou sur les territoires disputés. En 1864, la marine péruvienne installa une base à Iquitos.

## Négociations et crises de 1883 à 1941
Une tentative d'arbitrage confiée au roi d'Espagne en 1883, puis une tentative de négociations directes entre les deux pays échouèrent entre 1887 et 1893. Des incidents frontaliers éclatèrent en 1903 et 1904. Après d'autres négociations avortées (1916 et 1924), les deux camps acceptèrent de conserver les frontières issues du statu quo en 1936. L'Équateur refusa cependant de considérer cet accord comme définitif.

### Guerre de 1941-1942 et protocole de Rio
Le 11 janvier 1941, le président du Pérou, Manuel Padro, prétextant des incursions équatoriennes, ordonna la formation d'un corps militaire (Groupe Nord) destiné à surveiller la frontière.
Divers incidents frontaliers (les versions divergent d'un côté et de l'autre) déclenchent un conflit de sept semaines pendant l'été 1941. Affaibli par des troubles internes, l'Équateur est vaincu et doit accepter le protocole de Rio le 29 janvier 1942  garantie par l'Argentine, le Brésil, le Chili et les États-Unis. Ce texte reconnaissait la possession des territoires disputés au Pérou soit environ la moitié du territoire équatorien. Les deux pays le ratifièrent le 26 février de la même année.

### Contestations équatoriennes du protocole de Rio
Des problèmes dans la délimitation de la frontière subsistaient notamment dans la région de la cordillère du Condor. Les deux pays acceptèrent l'arbitrage des nations garantes du protocole de Rio (Argentine, Brésil, Chili et États-Unis). De nombreux vols d'observation eurent lieu dans la région de 1943 à 1946. L'une des difficultés principales était l'application du point B-1 de l'article VIII du protocole qui parlait de "De Quedabra de San Francisco, la chute d'eau entre les rivières Zamora et Santiago, à la confluence des rivières Santiago et Yaupi" ("From the Quebrada de San Francisco, the watershed between the Zamora and Santiago Rivers, to the confluence of the Santiago River with the Yaupi"). Les Équatoriens voyaient deux chutes d'eau dans la région et en 1953, ils se retirèrent de la commission de délimitation des frontières déclarant le protocole inapplicable. 78 km de frontières étaient encore non fixées.
Le 29 septembre 1960, le président équatorien José María Velasco Ibarra annonça qu'il considérait le protocole comme nul. Les arguments équatoriens furent de considérer que le texte avait été imposé par la force, qu'il conduisait à l'annexion de 14 000 km2 de territoires équatoriens, qu'il nuisait à son développement et que le Pérou refusait la libre circulation des navires équatoriens sur l'Amazone. De son côté, le Pérou répliqua que l'Équateur ne pouvait dénoncer seul le protocole, que les différends étaient désormais relatifs à quelques points de la frontière et non à l'ensemble du protocole lui-même, que la guerre de 1941 n'avait pas été préméditée, que le parlement équatorien avait ratifié le traité, que les restrictions de navigation avaient été prises face à l'attitude équatorienne devant le traité et que les territoires annexés par le protocole de Rio étaient déjà sous contrôle péruvien avant la guerre.
L'Équateur ne rencontra guère de soutien de la part des autres pays alors que le Pérou choisit de nier l'existence d'un quelconque problème frontalier après 1941. De plus, il considéra que l'opposition équatorienne au protocole de Rio était essentiellement fondée sur des considérations de politique nationale.

## Guerre du Paquisha et années 1980
Des heurts frontaliers et l'établissement d'avant-postes sur les territoires revendiqués par les deux pays contribuèrent à maintenir la tension et éclatèrent en un bref conflit en janvier-février 1981. Un accord fondé sur le protocole de Rio mit fin à cette guerre mais en 1983, le parlement équatorien vota la nullité du protocole.

## Guerre du Cenepa et résolution du conflit

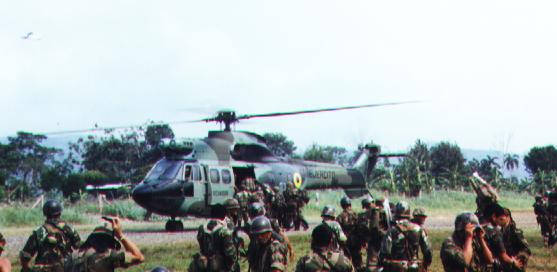
Un hélicoptère équatorien AS332 Super Puma transportant des troupes au cours du conflit.

À l'été 1991, plusieurs accrochages ont lieu à la frontière alors que les deux pays sont sujets à des troubles internes. À la fin 1994, les deux pays augmentèrent sensiblement le nombre de patrouilles frontalières, ce qui accentua la tension. Un conflit ouvert éclata alors du 26 janvier au 28 février 1995 dans la haute-vallée de la Cenepa. Les Péruviens essayèrent en vain de reprendre plusieurs avant-postes équatoriens construits dans les territoires revendiqués par le Pérou. Le 17 février, un accord fut trouvé entre les puissances garantes (Argentine, Brésil, Chili et États-Unis) pour obtenir un cessez-le-feu. Une force internationale, la MOMEP, est créée. Sous sa direction, les deux camps se retirent de la zone du conflit. De nouvelles négociations s'ouvrent. Elles débouchent, après avoir failli entraîner une nouvelle guerre en août 1998, sur la signature d'un accord de paix le 26 octobre 1998 à Brasilia. Ce accord proclame la "résolution définitive des conflits frontaliers entre les deux nations".
La nouvelle frontière est proche des demandes péruviennes des années 1940. Elle passe par le sommet de la cordillère du Condor. La vallée de la Cenepa étant désormais reconnue péruvienne à l'exception d'un kilomètre carré autour de l'avant-poste de Tiwinza laissé sous souveraineté péruvienne mais administré par l'Équateur. La frontière définitive entra en vigueur le 13 mai 1999.

## Sources des traductions
- (en) Cet article est partiellement ou en totalité issu de l’article de Wikipédia en anglais intitulé « Ecuadorian–Peruvian War » (voir la liste des auteurs).

- (en) Cet article est partiellement ou en totalité issu de l’article de Wikipédia en anglais intitulé « Rio Protocol » (voir la liste des auteurs).

- (en) Cet article est partiellement ou en totalité issu de l’article de Wikipédia en anglais intitulé « Paquisha War » (voir la liste des auteurs).

- (en) Cet article est partiellement ou en totalité issu de l’article de Wikipédia en anglais intitulé « Cenepa War » (voir la liste des auteurs).